# 皇后徑
皇后徑（日语：クイーンズウォーク），是日本現役純種競賽馬匹。目前主要勝場有2024年皇后盃及玫瑰錦標、以及2025年金鯱賞。

## 出賽前
2021年3月14日出生於北海道安平町北部牧場，成長途中於一口馬主俱樂部Sunday Racing Co. Ltd.進行馬主募集。
其後交由栗東訓練中心練馬師中內田充正訓練。

## 競賽生涯

### 2歲
2023年11月11日出戰京都競馬場2歲新馬戰，比賽初段選擇於先頭位置逐步推進，在直路上奮力加速跑出優秀末腳速度，但仍然未能超越領放馬Oscar Brave取得第二。
12月23日出戰2歲未勝利戰，本次比賽繼續保持於前方位置展開推進，在直路上成功加速上前並超越對手，最終以2馬位優勢取得首勝。

### 3歲
2024年以皇后盃作為首戰，比賽初段未有採用先前的前置戰術，反而保持於尾三的位置緩慢推進，並一直於此等待時機。進入直路後，其於中外檔位置嚮應騎師川田將雅的指揮加速，最終成功超越前方所有對手，以頸位壓贏Arsenaal取得首個分級賽冠軍。
其後挑戰一級賽櫻花賞，本次比賽選用居中的戰術保持於馬群中央，然而進入直路後未能順利衝出，最終以第八的戰績落敗。
5月繼續挑戰優駿牝馬（日本橡樹大賽），比賽初段維持於先頭約莫第五的有利位置推進，於過彎時候開始發力取位。進入直路後，其在所在位置展開不俗的衝刺，但可惜未能保持優勢被後上的雪嶺熱點、橡木城及光華後勁超越，最終以第四的戰績完賽。
入秋後以玫瑰錦標作為調整，本次比賽順利進佔中團遮擋位展開衝刺，於彎道處逐步抽出外檔望空。進入直路後，其以凌厲的姿態在外檔位置展開追擊，最終跑出優秀末腳速度下超越前方賽駒，取得第二個分級賽冠軍。
10月按照計劃出戰秋華賞，然而在出閘後隨即向失去平衡向前傾到，因而未能搶佔位置需要留後。在比賽中段，其嘗試變奏上前重新挽回劣勢，但在直路上因出閘傾到時造成的挫傷而未能維持走勢，最終失速下以包尾第十五大敗。

### 4歲
2025年以新設立的小倉牝馬錦標作為首戰，比賽途中處於先頭位置下於彎道加速並在直路一度取得領先，可惜其後未能維持走勢被對手超越，最終以第六落敗。
2個月後前往中京競馬場出戰金鯱賞，比賽途中面對前方飛砂駒的大逃快放下未能跟隨，而是保持於好脆後方第三的位置。進入直路後，其迅速抽出大外檔位置躲避內欄的爛地，同時瞬間加速展開衝刺，最終成功超越飛砂駒之餘，亦在最後一步壓贏好脆，成為時隔30年再度贏出此賽事的雌馬，亦為騎師川田及練馬師中內田充正這對騎練組合帶來金鯱賞三連霸。
未有採用優先出賽權前往大阪盃下選擇縮程出戰維多利亞一哩賽，賽前取得第四人氣的支持。比賽開始後，其從所處的第16檔大外檔位置逐步內移，保持在中團靠後外疊附近，但仍然可以維持遮擋的狀態。進入直路後，其稍微從後方位置閃出外檔望空加速，一度跑出不俗的勢頭下雖然壓贏領放馬真雅倩及中內檔衝刺的聽講及紙牌女王，但在最後一步不敵更外側衝出的同主馬百塔意城，最終以頸位差距落敗取得第二。

### 詳細賽績
| 日期       | 舉辦國家 | 馬場 | 距離   | 級別 | 賽事名稱       | 負重 | 騎師     | 馬號 | 出馬 | 名次 | 時間   | 頭馬（二馬）       |
| ---------- | -------- | ---- | ------ | ---- | -------------- | ---- | -------- | ---- | ---- | ---- | ------ | ------------------ |
| 11/11/2023 | 日本     | 京都 | 草1800 |      | 2歲新馬        | 55   | 川田將雅 | 11   | 11   | 2    | 1:50.5 | Oscar Brave        |
| 23/12/2023 | 日本     | 阪神 | 草1800 |      | 2歲未勝利      | 55   | 川田將雅 | 14   | 6    | 1    | 1:48.3 | （Floral Scent）   |
| 10/2/2024  | 日本     | 東京 | 草1600 | GIII | 皇后盃         | 55   | 川田將雅 | 13   | 13   | 1    | 1:33.1 | （Arsenaal）       |
| 7/4/2024   | 日本     | 阪神 | 草1600 | GI   | 櫻花賞         | 55   | 川田將雅 | 18   | 2    | 8    | 1:32.8 | 橡木城             |
| 19/5/2024  | 日本     | 東京 | 草2400 | GI   | 優駿牝馬       | 55   | 川田將雅 | 18   | 2    | 4    | 2:24.4 | 雪嶺熱點           |
| 15/9/2024  | 日本     | 中京 | 草2000 | GII  | 玫瑰錦標       | 55   | 川田將雅 | 15   | 2    | 1    | 1:59.9 | （天籟琴聲）       |
| 13/10/2024 | 日本     | 京都 | 草2000 | GI   | 秋華賞         | 55   | 川田將雅 | 15   | 3    | 15   | 1:59.6 | 雪嶺熱點           |
| 25/1/2025  | 日本     | 小倉 | 草2000 | GIII | 小倉牝馬錦標   | 55.5 | 川田將雅 | 18   | 9    | 6    | 1:58.7 | 大受尊重 爍亮麗[a] |
| 16/3/2025  | 日本     | 中京 | 草2000 | GII  | 金鯱賞         | 55   | 川田將雅 | 10   | 6    | 1    | 2:01.3 | （好脆）           |
| 18/5/2025  | 日本     | 東京 | 草1600 | GI   | 維多利亞一哩賽 | 56   | 川田將雅 | 16   | 17   | 2    | 1:32.1 | 百塔意城           |

a 此兩駒為平頭冠軍

## 血統簡介
父系高情厚意爲日本賽駒，生涯戰績優秀，曾勝出一級賽東京優駿（日本打吡），亦贏得法國二級賽尼爾錦標。父系大震撼爲日本賽駒，爲日本賽馬史上第二匹無敗三冠馬，生涯出戰十四場賽事僅得兩場未能勝出，退役後配種成績亦極爲優秀。
母系Wavell Avenue爲美國賽駒，生涯戰績不俗，曾勝出育馬者盃雌馬短途大賽。外祖父Harlington亦爲美國賽駒，生涯戰績不俗，曾勝出二級賽灣流讓賽。

### 血統表
| 父線：週日寧靜系（Halo系）            |                             |                  |                 |
| 種馬 高情厚意 2010年（棕色）          | 大震撼 2002年（棗色）       | 週日寧靜         | Halo            |
| 種馬 高情厚意 2010年（棕色）          | 大震撼 2002年（棗色）       | 週日寧靜         | Wishing Well    |
| 種馬 高情厚意 2010年（棕色）          | 大震撼 2002年（棗色）       | 風中秀髮         | Alzao           |
| 種馬 高情厚意 2010年（棕色）          | 大震撼 2002年（棗色）       | 風中秀髮         | Burghclere      |
| 種馬 高情厚意 2010年（棕色）          | Catequil 1990年（棗色）     | 雷貓             | 雷鳥            |
| 種馬 高情厚意 2010年（棕色）          | Catequil 1990年（棗色）     | 雷貓             | Terlingua       |
| 種馬 高情厚意 2010年（棕色）          | Catequil 1990年（棗色）     | Pacific Princess | Damascus        |
| 種馬 高情厚意 2010年（棕色）          | Catequil 1990年（棗色）     | Pacific Princess | Fiji            |
| 繁殖雌馬 Wavell Avenue 2011年（棗色） | Harlington 2002年（深棗色） | Unbridled        | Fappiano        |
| 繁殖雌馬 Wavell Avenue 2011年（棗色） | Harlington 2002年（深棗色） | Unbridled        | Gana Facil      |
| 繁殖雌馬 Wavell Avenue 2011年（棗色） | Harlington 2002年（深棗色） | Serena's Song    | Rahy            |
| 繁殖雌馬 Wavell Avenue 2011年（棗色） | Harlington 2002年（深棗色） | Serena's Song    | Imgining        |
| 繁殖雌馬 Wavell Avenue 2011年（棗色） | Lucas Street 2004年（栗色） | Silver Deputy    | Deputy Minister |
| 繁殖雌馬 Wavell Avenue 2011年（棗色） | Lucas Street 2004年（栗色） | Silver Deputy    | Silver Valley   |
| 繁殖雌馬 Wavell Avenue 2011年（棗色） | Lucas Street 2004年（栗色） | Ruby Park        | Bold Ruckus     |
| 繁殖雌馬 Wavell Avenue 2011年（棗色） | Lucas Street 2004年（栗色） | Ruby Park        | Katebyrne       |
| 雌系：號族：10-a                      |                             |                  |                 |
| 五代內近親交配：淘金者 5×5            |                             |                  |                 |

## 命名由來
名字Queen's Walk（クイーンズウォーク），為位於英國倫敦琳寶橋及倫敦塔橋之間、泰晤士河南岸一段步道的名字，香港直接採用字面意思，翻譯為「皇后徑」。

## 外部連結
- 皇后徑 netkeiba.com
- 血統表